# Crypsirina temia
A Crypsirina temia a madarak (Aves) osztályának verébalakúak (Passeriformes) rendjébe, ezen belül a varjúfélék (Corvidae) családjába tartozó faj.

## Rendszerezése
A fajt François Marie Daudin francia zoológus írta le 1800-ban, a Corvus nembe Corvus temia néven.

## Előfordulása
Délkelet-Ázsiában, Indonézia, Kambodzsa, Kína, Laosz, Malajzia, Mianmar, Thaiföld és Vietnám területén honos. Természetes élőhelyei a szubtrópusi vagy trópusi síkvidéki esőerdők és mangroveerdők, valamint cserjések. Állandó, nem vonuló faj.

## Megjelenése
Testhossza 33 centiméter, testtömege 114-145 gramm.
|  |

## Természetvédelmi helyzete
Az elterjedési területe rendkívül nagy, egyedszáma pedig stabil. A Természetvédelmi Világszövetség Vörös listáján nem fenyegetett fajként szerepel.